# Hôpital Delek
L'hôpital Delek (en anglais Tibetan Delek Hospital) est un hôpital tibétain fondé en 1971 et situé à Dharamsala en Inde du nord. Il dessert les réfugiés tibétains, les communautés indienne et occidentale de la région, ainsi que les touristes du monde entier. Il pratique l'aide sociale et utilise principalement la médecine moderne. L'hôpital Delek est géré par le ministère de la santé du gouvernement tibétain en exil. Le docteur Tsetan Dorji Sadutshang en est le directeur.

## Situation
L'hôpital se situe entre Dharamsala et McLeod Ganj, à proximité de l’institut de médecine tibétaine traditionnelle, ce qui est propice à des interactions.

## Fondation
L'hôpital a été fondé en 1971 par Tsewang Rinchen Rishing et le dalaï-lama pour offrir des soins de médecine moderne aux réfugiés tibétains et à la communauté indienne vivant à Dharamsala, une ville de l'Inde du nord. 
Construit grâce à des dons, l'hôpital permet de dispenser des soins à un faible coût pour les patients, tout en prenant en charge les patients à faible revenu. Le dalaï-lama est un des donateurs de l'hôpital, dont il approuve les activités, mais sans les contrôler.

## Organisation
L'hôpital comprend 45 lits dans trois services, dont un pour les patients tuberculeux, une maison pour les personnes âgées, une salle d’accouchement, un laboratoire d'analyse biologique, une pharmacie, une salle d’endoscopie, une radiographie, un appareil d’échographie, une salle de chirurgie utilisant les services des chirurgiens bénévoles quelques semaines dans l’année.
Le personnel de l’hôpital, composé de Tibétains parlant tibétain, hindi et anglais, comprend quatre médecins permanents, un biologiste, un pharmacien, deux dentistes, des infirmières, des administrateurs, des cuisiniers.
L'hôpital est pourvu d'une salle pour les réunions du personnel et les colloques (ministres tibétains, philosophie bouddhiste, médecine traditionnelle).

## LeTibetan Tuberculosis Control Program
En juin 2008, l'hôpital inaugurait un programme visant à améliorer le contrôle de la tuberculose dans la diaspora tibétaine, programme soutenu par l'Université Johns-Hopkins, avec la participation des docteurs Zorba Paster et Richard Chaissonet et de l'Associazione Italiana per la Solidarietà fra i Popoli (AISPO). Le Rotary Club of Sunshine en Australie participe au financement du programme de contrôle de la tuberculose pour les réfugiés tibétains. Le programme médical est enregistré en tant qu'organisation caritative en Inde. Il n'est pas subventionné par l'ACT, son budget annuel de 200 000 $, provient de dons d'ONG et de particuliers. Les médicaments proviennent du Programme national de lutte contre la tuberculose de l'Inde (Revised National Tuberculosis Control Program).
Le programme a déterminé qu'en 2010, le taux de tuberculose de la population tibétaine en Inde était de 461 pour 100 000, l’un des plus forts taux de tuberculose au monde. Dans la population indienne, il est estimé par l’OMS à 176 pour 100 000. Les Tibétains étaient initialement rarement porteurs de la tuberculose, mais parmi les dizaines de milliers en exil en Inde, au Népal, la maladie se transmet plus facilement. La forme résistant aux traitements est de plus en plus fréquente. Selon le docteur Kunchok Dorjee, qui a dirigé le programme et en est à présent conseiller, le programme permet de traiter actuellement près de 300 personnes. L'incidence est de 200 nouveaux cas par an, dont 14 % sont résistants aux traitements, nécessitant des soins coûteux.

### Sélection pour recevoir le prix Kochon
En octobre 2013, le Tibetan Tuberculosis Control Program, dirigé par le Tsetan Sadutshang, a été sélectionné pour recevoir le prix Kochon, attribué à des contributions majeures dans la lutte contre le tuberculose. Cependant, le programme n’a pas reçu le prix, car il n'a pas été approuvé par le directeur général de l’Organisation Mondiale de la Santé, Margaret Chan, en raison des liens du Programme avec l'Administration centrale tibétaine (ACT), laquelle n’est pas reconnue par les Nations unies. La Chine a également critiqué le lauréat, qualifiant le programme médical tibétain d’organisation politique,.

### Projet Zéro TB pour les enfants tibétains
Le projet Zéro TB pour les enfants tibétains a débuté en 2015. Le dalaï-lama a rencontré l'équipe TB dirigée par Dawa Phunkyi, directeur de l'hôpital Delek, Zorba Paster et ses collègues Kunchok Dorjee et Richard Chaisson de la Johns Hopkins Bloomberg School of Public Health. Ils ont exposé le dilemme de la tuberculose au 14e dalaï-lama, lequel a accepté d'enregistrer un message public en tibétain pour souligner la menace de la maladie. Le dalaï-lama a exhorté les dirigeants civils, gouvernementaux, scolaires et religieux à travailler ensemble sur ce projet.
En 2018, une nouvelle étude montre que près d'un enfant sur cinq dans la population des réfugiés tibétains est infecté par la tuberculose. Les personnes dont la tuberculose était active ont reçu un traitement antibiotique standard de six mois, tandis que ceux atteints d'une forme résistant aux antibiotiques ont reçu une cure prolongée d'antibiotiques. Un traitement préventif de trois mois (isoniazide et rifampicine) a aussi été donné.